# روزفيتا هارينج
روزفيتا هارينج Roswitha Haring (ولدت في 9 أكتوبر 1960م في لايبزغ) هي كاتبة ألمانية.
درست علوم الثقافة وتعيش حاليا في كولونيا. منحت عن عملها الأول جائزة أسبيكته الأدبية عام 2003 وجائزة كامفيج الأدبية عام 2006.

## من أعمالها
- سرير من الثلج 2003
- نصف الحياة 2007
- كما نشرت في العديد من الأنتولوجيات والمجلات الأدبية